# 源仲章
源 仲章（みなもと の なかあきら）は、平安時代末期から鎌倉時代前期にかけての貴族・御家人・儒学者。宇多源氏、左大臣・源雅信の後裔で、河内守・源光遠の子。官位は従四位上・文章博士。

## 経歴
父・光遠も後白河院近臣として院判官代を務めるなど、院近臣の家に生まれて後鳥羽上皇に仕えるが、早くから鎌倉幕府にも通じて在京のまま御家人としての資格を得る。京都では、正治2年（1200年）頃から在京御家人としての活動が記録され、盗賊の追捕や幕府との連絡係を務めた。建仁3年（1203年）には阿野全成の三男・頼全を処刑している。その後、鎌倉に下って建永元年（1206年）頃より、3代将軍となった源実朝の侍読（教育係）となる。京都においては学者としての実績に格別なものは無かったが、博学ぶりにはそれなりの評価があったらしく、学問に優れた人材に乏しい鎌倉においては幼少の将軍の教育係に適した人物とされた。実朝から気に入られた仲章は実朝の成長後も将軍の御所の近くに邸宅を与えられた。その一方で廷臣としての地位も保持して、時折上洛して後鳥羽上皇に幕府内部の情報を伝えるなど、京と鎌倉を往復して活動していた。
建保4年（1216年）には5人から9人に増員された幕府の政所別当の1人に任じられた。一方、官位も相模守から大学頭を経て、建保6年（1218年）には幕府の推薦で従四位下・文章博士と、順徳天皇の侍読を兼務して昇殿を許されるに至った。
建保7年（1219年）、実朝の右大臣任官の祝賀の拝賀の日、鶴岡八幡宮において実朝の甥の公暁らによって実朝と共に暗殺された。『吾妻鏡』では、実朝の脇で御剣役をするのは北条義時の予定だったが、急に体調不良を訴えた義時は仲章と交代して自邸に戻り、結果として仲章は実朝と一緒に殺害されたとしている。一方『愚管抄』では、実朝が御剣役の義時に八幡宮の中門にとどまるよう告げ、殺害現場に義時は同行していなかったが、先導役として松明を振っていた仲章は義時と勘違いされて殺されたとしている。

## 系譜
宇多天皇－敦実親王－源雅信－源時方－源仲舒－源仲頼－源仲棟－源仲親－源光遠－源仲章
- 父：源光遠
- 母：不明
- 妻：不明
  - 男子：源遠章
  - 男子：源親章
  - 女子：平範輔室